# Wien – Kagraner Bahn
Die Wien – Kagraner Bahn Ritschl & Co. (WKB) war eine kleine private Straßenbahngesellschaft in Wien, welche von 1898 bis 1904 existierte. Sie erschloss die erst 1904 eingemeindeten Vororte Kagran und Kaisermühlen über die Reichsbrücke.

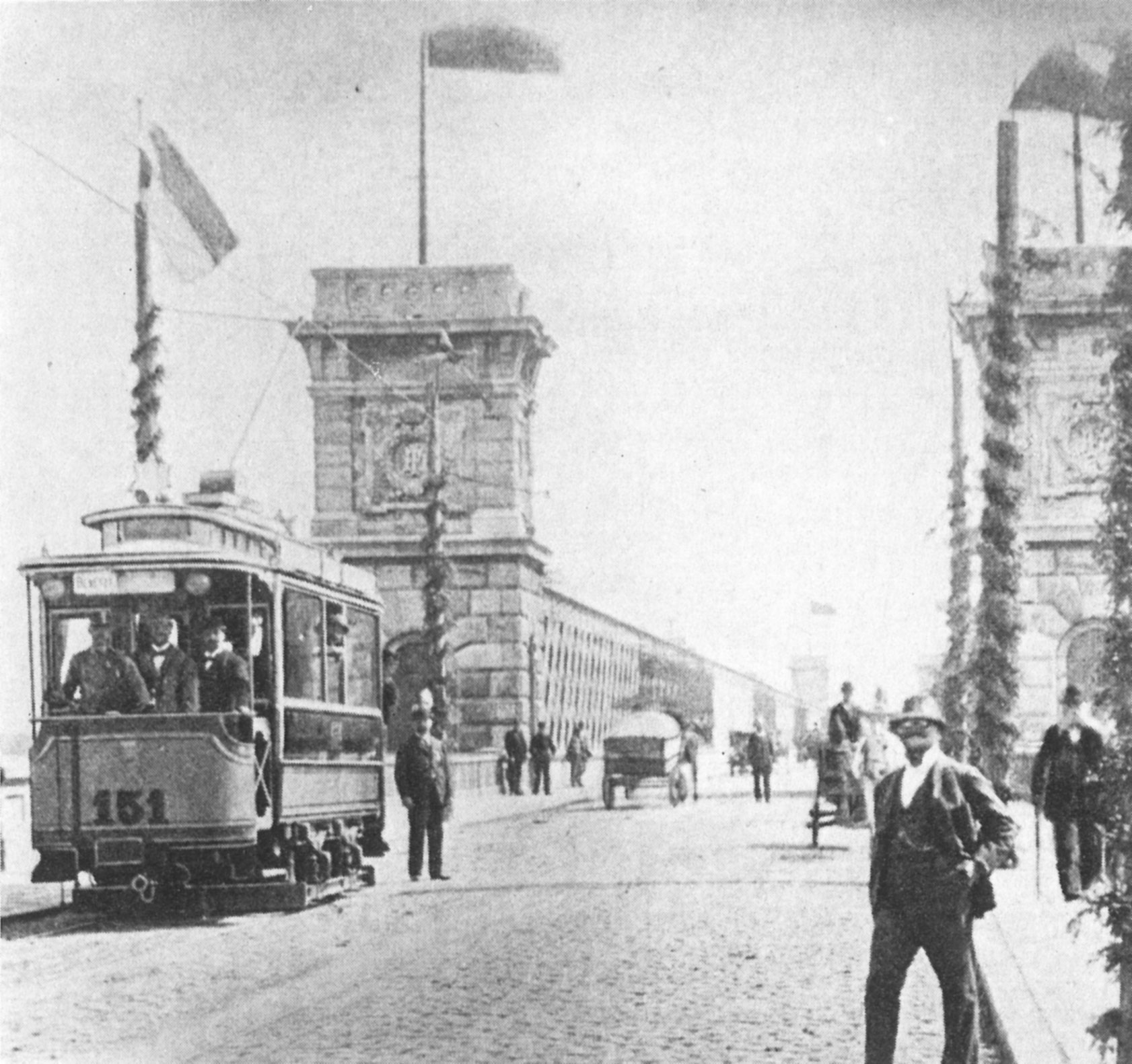
Ex-Hamburger Triebwagen 151 auf der Kronprinz-Rudolf-Brücke (stadtseitig) kurz nach der Eröffnung der WKB (1898)

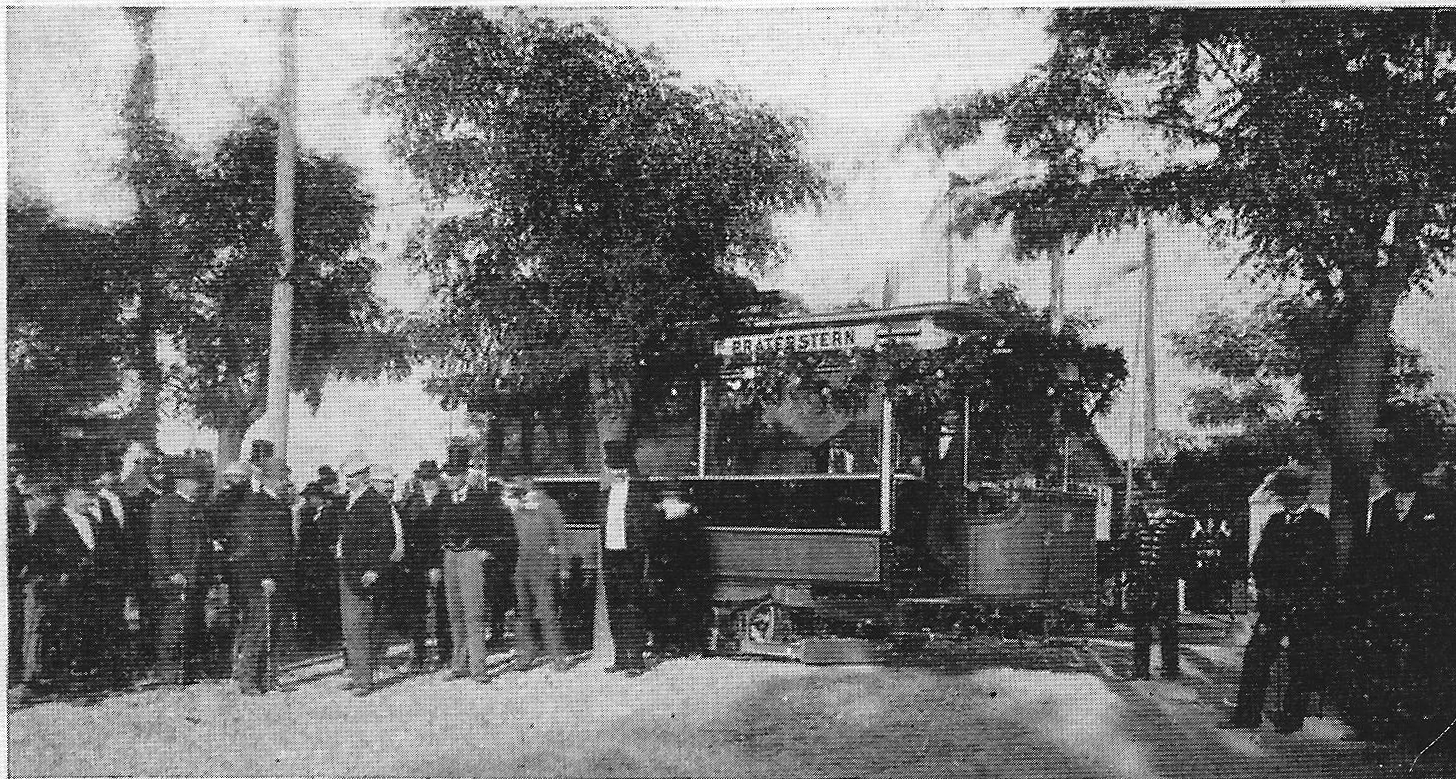
Eröffnungszug der WKB am 26. Juni 1898 in der Endstelle Schießstätte

## Geschichte
Bereits 1893 plante der Bahnbauunternehmer Gotthard Ritter von Ritschl (1863–1920), welcher u. a. Pferdebahnwagen an die Wiener Straßenbahn geliefert hatte und die Pöstlingbergbahn errichtete, die Errichtung einer elektrischen Straßenbahn vom Praterstern (Nordbahnhof) in den damals weit außerhalb der Stadt gelegenen Vorort Kagran. In der heutigen Lassallestraße wäre dabei auf 760 Metern Länge die Pferdebahnlinie der Wiener Tramwaygesellschaft mitbenützt worden, für welche die Stadtverwaltung Oberleitungsmasten aus schön faconnierten Eisen vorschrieb.
Verwirklicht wurde die Bahn allerdings erst aus Anlass des auf dem Gebiet des Schießplatz Kagran (heutiger Donaupark) stattfindenden VI. Österreichischen Bundesschießen zum 50-jährigen Thronjubiläums Kaiser Franz Joseph. Finanziert wurde die WKB durch das Berliner Bankhaus Koenen & Co. und programmgemäß am ersten Tag des Schützenfestes, dem 26. Juni 1898 feierlich eröffnet. Ursprünglich war geplant, zwischen Praterstern und der Reichsbrücke die Strecke der 1897 in Betrieb genommenen Transversallinie der WT, der ersten elektrischen Straßenbahn in Wien, mittels eines Péage-Vertrages mitzubenützen. Die scheiterte jedoch an der geringfügig unterschiedlichen Spurweite (1435 zu 1440 mm) der aus Hamburg übernommenen Fahrzeuge. Die eigens von der WKB erbaute Stockgleisanlage am Praterstern wurde daraufhin wieder abgebaut. Die Streckenmitbenutzung in der Lasallestraße wäre aber aus vertraglichen Gründen ohnedies nur bis zum Ende des Bundesschießens am 6. Juli 1898 möglich gewesen.
Die Kopfstation der WKB befand sich am Stadtseitigen Fuß der Reichsbrücke bei der Vorgartenstraße, die vorläufige Endstelle in der Wagramer Straße bei der heutigen Arbeiterstrandbadstraße. Die gelb-braun lackierten Triebwagen trugen trotz der nicht erfolgten Streckenmitbenutzung am Dach die bereits vorbereiteten Tafeln mit der Zielangabe „Praterstern“ und als Liniensignal einen sechszackigen Stern.

Die Strecke der WKB als „elektr. Trambahn n. Kagran“ (rechts mittig) auf einem Verkehrsnetzplan von Wien (1903)

Nach Ende des Bundesschießens wurde die WKB gemäß ihrem Namen erweitert. Am 22. Dezember 1898 konnte die Verlängerung zur neuen Endstelle beim Kagraner Platz in Betrieb genommen werden, wo eine Umsteigemöglichkeit zur Linie Floridsdorf – Groß Enzersdorf der Dampftramaygesellschaft Krauß & Co. (DTKC) bestand. Zur Unterbringung der Fahrzeuge errichtete die WKB an der Wagramer Straße in Kagran (im Bereich der heutigen Siebeckstraße) eine viergleisige Wagenhalle mit eigener Werkstätte.
Am 18. Februar 1899 ging die Abzweigung durch die Schüttaustraße nach Kaisermühlen in Betrieb, welche mit Bürgermeister Karl Lueger als Ehrengast feierlich eröffnet wurde. Die Gemeinde Wien besaß zu diesem Zeitpunkt bereits die Konzession für diesen Streckenteil. In Kaisermühlen besaß die WKB im Bereich des heutigen Schüttauplatzes eine zweigleisige Endstelle.
Die Triebwagen trugen nun seitlich am Dach die Zielangaben „Wien“ und „Kagran“ bzw. „Kaisermühlen“, die Belegschaft der WKB betrug nach der Verlängerung 1899 um die 30 Mann. Trotz aller Pläne zur Erweiterung – u. a. war eine Verlängerung der Zweiglinie bis Orth an der Donau zur Müllabfuhr von ganz Wien per Motorwagen gedacht – erreichte die WKB damit mit 5,4 Kilometern Streckenlänge ihre größte Ausdehnung.
In den Zeitungen schienen 1901 erste Berichte über ein Defizit der Bahn auf. Schließlich kam ein Betrugsfall ans Tageslicht, demnach Ritschl & Co. im Jahr 1898 einen Kredit vom Bankhaus Koenen & Co. erhalten habe, als Sicherheit diente die WKB. Da Ritschl jedoch diesen Kredit nicht zurückzahlen konnte, ging mit 1. Oktober 1900 sowohl Besitz als auch Betriebsführung der WKB an Koenen & Co. über. Dies kam jedoch erst im Zuge der Übernahmebestrebungen der Stadt Wien zu Tage. Die WKB wurde deshalb am 3. Juli 1901 unter staatliche Zwangsverwaltung gestellt.
Nachdem Koenen & Co. in einem Gerichtsverfahren seine Ansprüche durchsetzen konnte, bot es 1902 der Gemeinde Wien unter Bürgermeister Lueger die Einlösung (Übernahme) der defizitären WKB an. Allerdings dauerte es noch bis zum 1. Juli 1904, bis die Gemeinde Wien - städtische Straßenbahnen den Betrieb auf Rechnung der WKB übernahm. Mit 12. Juli wurde die Übernahme durch die Gemeinde vertraglich fixiert, der Kaufpreis betrug 1.178.000 Kronen. Am 28. Dezember schließlich wurde die Wien – Kagraner Bahn zeitgleich mit der Eingemeindung der Vororte linksseitig der Donau vollständig von der Gemeinde Wien übernommen und ins Netz der Wiener Straßenbahn integriert. Aus der ehemaligen WKB-Remise wurde der Betriebsbahnhof Kagran der Wiener Straßenbahn.
Die Wien – Kagraner Bahn besaß auf die Dauer ihres Bestandes nur einen provisorischen Betriebskonsens, die endgültige Konzession erhielt die Gemeinde Wien am 30. September 1904, nachdem diese bereits den Betrieb der WKB übernommen hatte. Die Bahnbau- und Betriebsunternehmung Ritschl & Co. musste im Folgejahr mit zwei Millionen Kronen Schulden Konkurs anmelden.

## Streckenführung

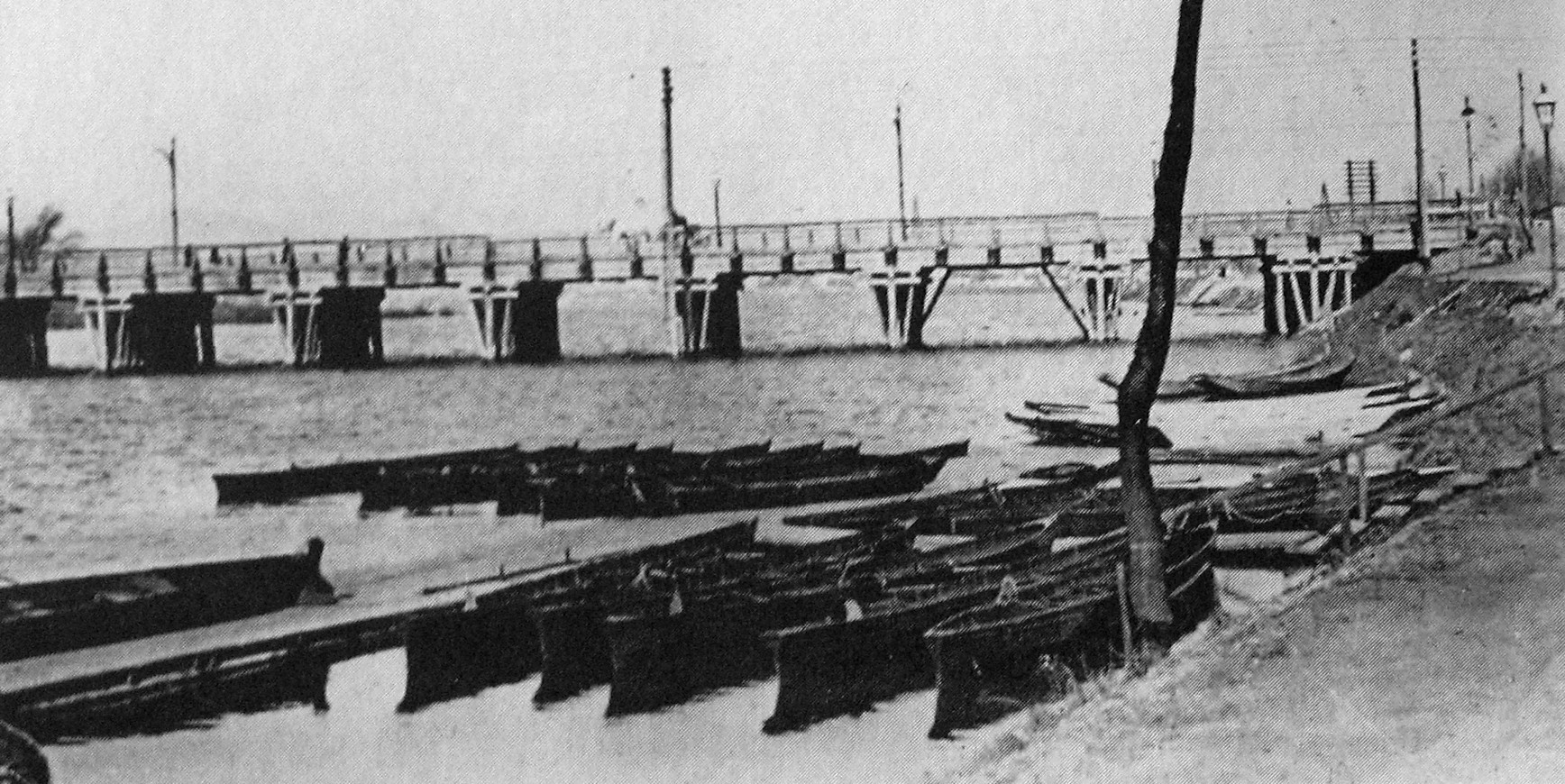
Die hölzerne Brücke der WKB neben der Kagraner Brücke (um 1900)

Die WKB begann am stadtseitigen Fuß der Reichsbrücke bei der Vorgartenstraße und führte (aus Gewichtsgründen) in Seitenlage über die Brücke und weiter durch die Wagramer Straße, bei der heutigen Arbeiterstrandbadstraße befand sich die ursprüngliche Endstelle „Schiessstätte“. Ab 1899 führte die Bahn weiter durch die Wagramer Straße und über die Kagraner Brücke, welche von der WKB mit einer eigenen hölzernen Brücke umgangen wurde, das Gleis querte dazu die Fahrbahn. Die WKB folgte nun bis zur Endstation im damaligen Ortszentrum von Kagran der Wagramer Straße. Die Endstelle befand sich in Seitenlage mit einer Ausweiche auf Höhe der heutigen Schrickgasse, das Stumpfgleis reichte bis zur Einmündung der Donaufelderstraße.
Die Zweiglinie nach Kaisermühlen zweigte am nördlichen Brückenkopf von der Wagramer Straße ab und führte geradlinig durch die Schüttaustraße bis zur Endstelle, welche mit zwei Stumpfgleisen versehen war. Diese lag zwischen Mendelsohngasse und Berchtoldgasse.
Der Einsturz der Wiener Reichsbrücke 1976 und der anschließende U-Bahnbau sorgte für das Ende der ehemaligen WKB-Strecken. 1982 wurde die Linie nach Kaisermühlen eingestellt und durch Autobusse ersetzt. Heute steht von den ehemaligen Strecken der WKB nur mehr das kurze Streckenstück zwischen Siebeckstraße und Erzherzog Karl-Straße in Betrieb (Linie 25). Auf dem Gelände der 1910 durch die Gemeinde Wien erweiterten Remise steht heute das Donau Zentrum.

## Fuhrpark

### Triebwagen

Ex-Hamburger Triebwagen der WKB bei der Straßenbahn Baden

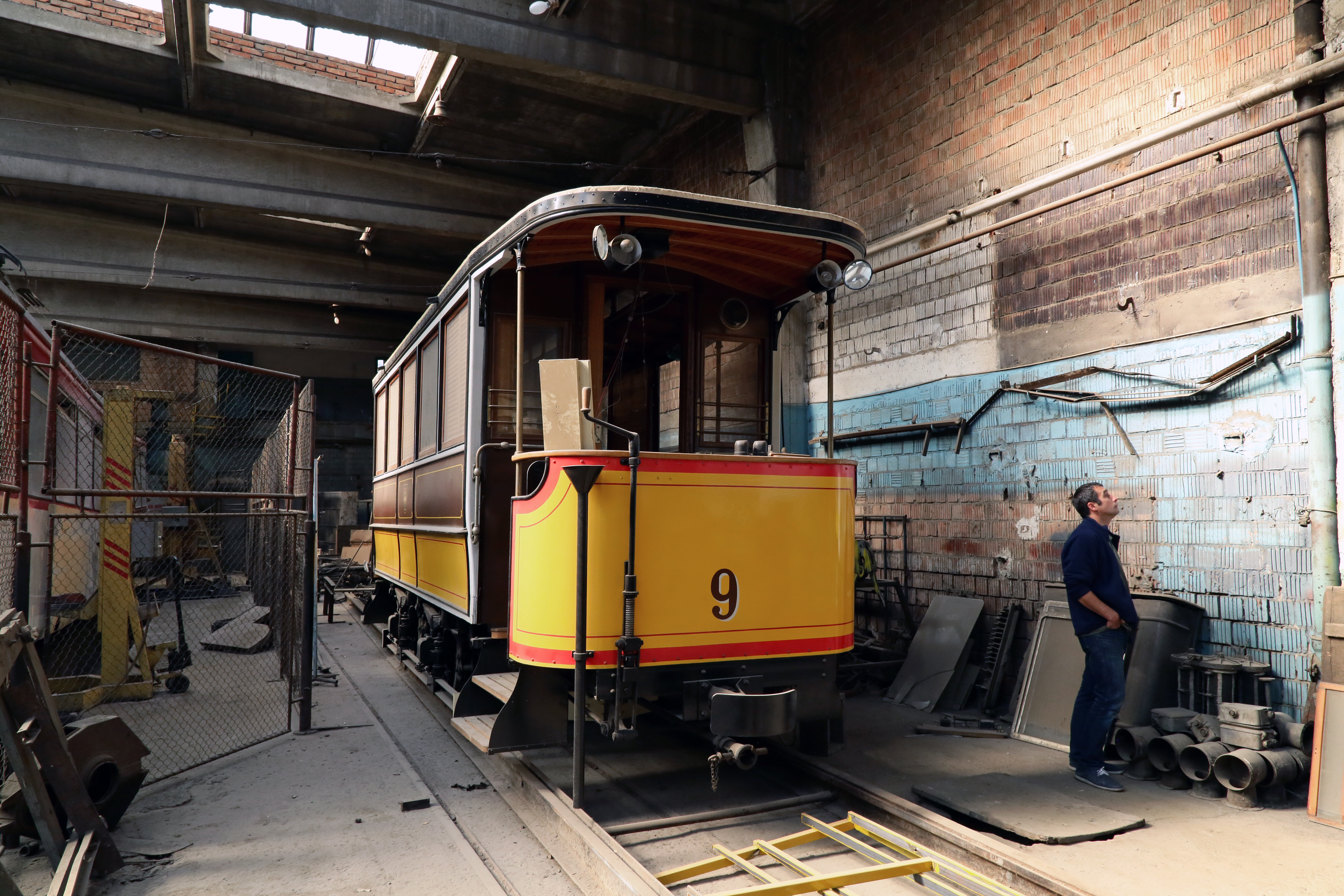
Rekonstruierter Triebwagen 9 in einer rumänischen Werkstätte (2017)

Zur Betriebsaufnahme kaufte die WKB sechs gebrauchte Triebwagen der Hamburg-Altonaer Trambahn-Gesellschaft, von denen lediglich einer (Nr. 151) eine Nummer trug. Erst auf behördliches Verlangen erhielten die Fahrzeuge die Nummern 1–6 angeschrieben. Diese Ursprungstriebwagen waren von den Fahrzeugwerkstätten Falkenried im Jahr 1897 erbaut worden. Sie waren über Puffer 8300 mm lang und hatten einen Achsstand von 1700 mm, das Fahrzeuggewicht betrug 8,5 Tonnen. Die elektrische Ausrüstung stammte von der UEG bzw. Schuckert & Co. und umfasste einen drehbar gelagerten Rollenstromabnehmer, Fahrschalter und (zur Badener Zeit) zwei Tatzlager-Motoren der Type AB 82. Im Innenraum fanden 20 Fahrgäste auf Längsbänken Platz, der hölzerne Wagenkasten besaß zwei große und mittig ein kleines Fenster. Dies wurde später auf eine siebenfenstrige Einteilung geändert, wobei das etwas größere Mittelfenster verblieb.
Anlässlich der Erweiterung nach Kagran und Kaisermühlen wurden bei der Grazer Waggonfabrik die vier nach dem Vorbild der anderen Fahrzeuge gefertigten Triebwagen Nr. 7 bis 10 angeschafft, sie entsprachen in Dimensionen und Ausstattung den bereits vorhandenen Fahrzeugen. Lediglich die Fenstereinteilung wurde auf fünf gleich große Fenster geändert.
Nach der Übernahme durch die Gemeinde Wien wurden die Triebwagen als Type C1 mit den Nummern 76 bis 81 (ex Hamburger Wagen) und 82 bis 85 (von Graz erbaute Wagen) eingereiht und erhielten die mittlerweile eingeführten Lyrabügel. Bereits 1911/1912 wurden die zu klein gewordenen, ehemaligen WKB-Triebwagen vollständig an die Badener Straßenbahn verkauft. Hier waren die für die örtlichen Verhältnisse bestens geeigneten Triebwagen noch bis in die 1940er Jahre mit ihren Wiener Nummern im Einsatz.
Triebwagen 84 wurde 1926 von den Wiener Lokalbahnen in eine elektrische Verschublok umgebaut. Dieses auch „Bockerl“ oder „Bügeleisen“ genannte Fahrzeug mit der Nummer 10.01 (später 1001 bzw. 01) stand lange Jahre im Betriebsbahnhof Wolfganggasse der Badner Bahn im Einsatz und wurde später von der Museumstramway Mariazell erworben. Diese rekonstruierte um 2015 daraus unter Verwendung des originalen Fahrgestells den Triebwagen 9 der WKB.

### Beiwagen
1899 baute die Wagenfabrik J. Rohrbacher den Beiwagen Nr. 1 für die WKB, zusätzlich wurden die geringfügig kleineren Beiwagen Nr. 2–9 von der Straßenbahn Budapest übernommen. Im Schema der Wiener Straßenbahn erhielten die Beiwagen die Typenbezeichnungen e1 und e2 mit den Nummern 1261–1269. Mangels Verwendbarkeit (zu kleiner Fassungsraum) wurden sie jedoch schon nach kurzer Zeit in Salzstreubeiwagen umgebaut.